# Snake on a Plane: The Album
Snake on a Plane:The Album es la banda sonora para la película Serpientes en el avión o en inglés Snake on a Plane.La banda sonora de la película fue puesta a la venta el 15 de agosto de 2006. La mayor parte de los CD contiene lo que se consideraba la "mejor de lo mejor" de los aficionados a Internet creaciones inspiradas en la película, incluyendo las canciones "Snakes on the Brain" por el Capitán Acab y "Here Come The Snakes (Seeing Is Believing)" por Louden Swain. El sencillo Bring It (Snake on a Plane) de Cobra Starship llegó a su punto máximo en la 32ª posición del Billboards de  Hot Modern Rock Tracks en 2006.

## Lista de canciones
1. Cobra Starship - Snakes on a Plane (Bring It)
2. Panic at the Disco - The Only Difference Between Martyrdom And Suicide Is Press Coverage  ( Tommie Sunshine Brooklyn Fire Remix)
3. The Academy Is... - Black Mamba (Teddybears Remix)
4. Cee-Lo Green - Ophidiophobia
5. The All-American Rejects - Can't Take It" (El Camino Prom Wagon Remix)
6. The Sounds - Queen of Apology (Patrick Stump Remix)
7. Fall Out Boy - Of All the Gin Joints in All the World (Tommie Sunshine's Brooklyn Fire Retouch)
8. Gym Class Heroes - New Friend Request (Hi-Tek Remix)
9. The Bronx - Around the Horn (Louis XIV Remix)
10. Armor for Sleep - Remember to Feel Real (Machine Shop Remix)
11. The Hush Sound - Wine Red (Tommie Sunshine's Brooklyn Fire Retouch)
12. Jack's Mannequin - Bruised (Remix)
13. Coheed and Cambria - Wake Up (Acoustic)
14. Donavon Frankenreiter - Lonely Day
15. Michael Franti & Spearhead - Hey Now Now
16. Trevor Rabin - Snakes on a Plane - The Theme (Score)

- Datos: Q6130536